# Гимназија у Обреновцу
Гимназија у Обреновцу је средња школа, налази се у Обреновцу.

## Историјат
Прва обреновачка Гимназија основана је 1863. године, на основи законодавства, донет још у периоду Краљевине Србије. Циљ гимназијске наставе је да ученике спреми за слушање виших наука. Наведени закон познавао је три врсте гимназија а то су: гимназије, реалне гимназије и реалке. Потпуна гимназија била је са осам разреда, док је непотпуна била са шест или четири разреда. Били су уведени пријемни испити за први разред, док се после четвртог разреда полагала мала матура. После осмог разреда полагала се велика матура. На великим и малим матурама оцењивање је било строго јер се тиме желело постићи да заиста најбољи наставе даље школовање. Гимназија је од самог почетка учествовала у разним манифестацијама и прославама у граду. Ученицима "због слабог учења" је било забрањено да учествују у раду неке од бројних организација. Водило се рачуна и о моралном образовању.

### Гимназија данас
Данас Гимназија у Обреновцу изводи наставу у четири разреда са по четири одељења подељених у сада, 3 смера: друштвено-језички, општи и природно-математички, раније је постојао и информатички смер.Похађа је 466 ученика, а о успешном раду Гимназије стара се 53 запослених. Настава се изводи на високом нивоу уз добро опремљене кабинете.

### Предмети и секције
У првој години сви имамо петнаест предмета. Из разреда у разред, у зависности који смо смер изабрали, часови из одређених предмета се повећавају. Секције: драмска секција, биолошка, информатичка, драмска секција, секција на немачком језику, француском језику, рецитаторска, математичка...

#### Међународна сарадња
- Словенија-Цеље
- Француска
- Норвешка
- Пољска
- Русија

#### Екскурзије
Ученици првог и другог разредна иду на дводневну екскурзију по Србији, док ученици виших разреда обилазе иностране дестинације.

#### Занимљивости
У обреновачкој Гимназији радила је Десанка Максимовић као предметни учитељ, док је Светозар Милошевић предавао веронауку.